# Горжетка
Горже́тка (от старофр. gorgette, в свою очередь происходящего от gorge — «горло», также «ворот [рубашки], воротник») — маленький меховой шарф или цельная (с головой, лапами и хвостом) шкурка пушного животного, которую носили на шее как аксессуар к женским часто декольтированным платьям, а также на пальто в качестве воротника. Делались из шкурок обыкновенной, серебристо-чёрной, платиновой лисицы, лисицы-сиводушки, белого или голубого песца, куницы, норки и соболя.
В истории костюма горжетка ведёт своё происхождение от тех украшений для шеи, которые были сделаны не из традиционных ювелирных материалов (драгоценных металлов и камней), а из бархата, шёлка или меха и впервые стали встречаться в эпоху Возрождения.
В 1900-х годах для горжеток предпочитали не гладкошёрстных, а пушистых зверьков. При выделке шкурок для горжеток сохраняли коготки на лапках и даже зубы, а глаза делали из цветного стекла.
В конце 1920—1950-х годов горжетки считались очень престижной вещью и признаком достатка. Около 1928 года вошли в моду пальто без воротника, который заменяла съёмная горжетка. В театрах, а также кинотеатрах, где долгое время тоже было принято снимать пальто, респектабельные дамы прогуливались перед началом сеанса или представления с горжеткой на плечах или на руке.
Горжеткой также называют дугообразную этикетку на горлышке бутылок.
- Фридрих Август фон Каульбах. Портрет актрисы Ганны Ральф
- Альфред Эберлинг. Портрет балерины Тамары Карсавиной (до 1917)
- Поль Эллё. Мадемуазель Воган
- Джин Говард в 1930-е годы